# Museu Folkwang

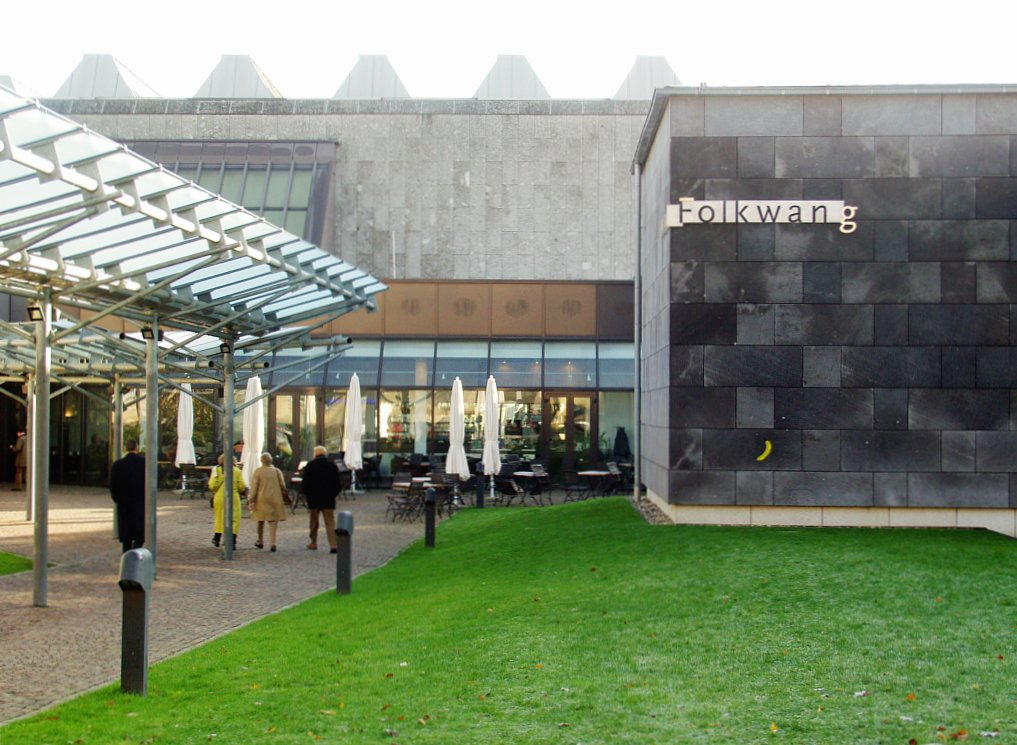
Entrada del Museu Folkwang, a Essen

El Museu Folkwang és una gran col·lecció d'art dels segles XIX i xx, situat a Essen, Alemanya.
El museu es va establir el 1922 amb la unió del Essener Kunstmuseum (Museu de Belles Arts d'Essen), que va ser fundat el 1906, i el privat Folkwang Museum (Museu Folkwang) del col·leccionista i mecenes Karl Ernst Osthaus a Hagen, fundat el 1901. El terme Folkwang està pres dels Edda; Folkvangar significa «sala del poble», «sala de la deessa Freya».
El Museu Folkwang abasta el Deutsche Plakat Museum (Museu del Cartell alemany), que amb els seus prop de 340.000 pòsters de política, economia i cultura fan d'ell un dels més grans i importants d'aquest tipus de tot el món.
El museu exposa obres de: Eugène Delacroix, Gustave Courbet, Edouard Manet, Camille Pissarro, Claude Monet, Alfred Sisley, Auguste Rodin, Pierre-Auguste Renoir, Paul Cézanne, Vincent Van Gogh, Paul Gauguin, George Minne, Edvard Munch, Georges Pierre Seurat, Pablo Picasso, Georges Braque, Fernand Léger, Marc Chagall, Amedeo Modigliani, Giorgio de Chirico, Piet Mondrian, Salvador Dalí, René Magritte, Joan Miró, Vassili Kandinski, Paul Klee, Jackson Pollock i Lucio Fontana.

## Obres al Museu Folkwang

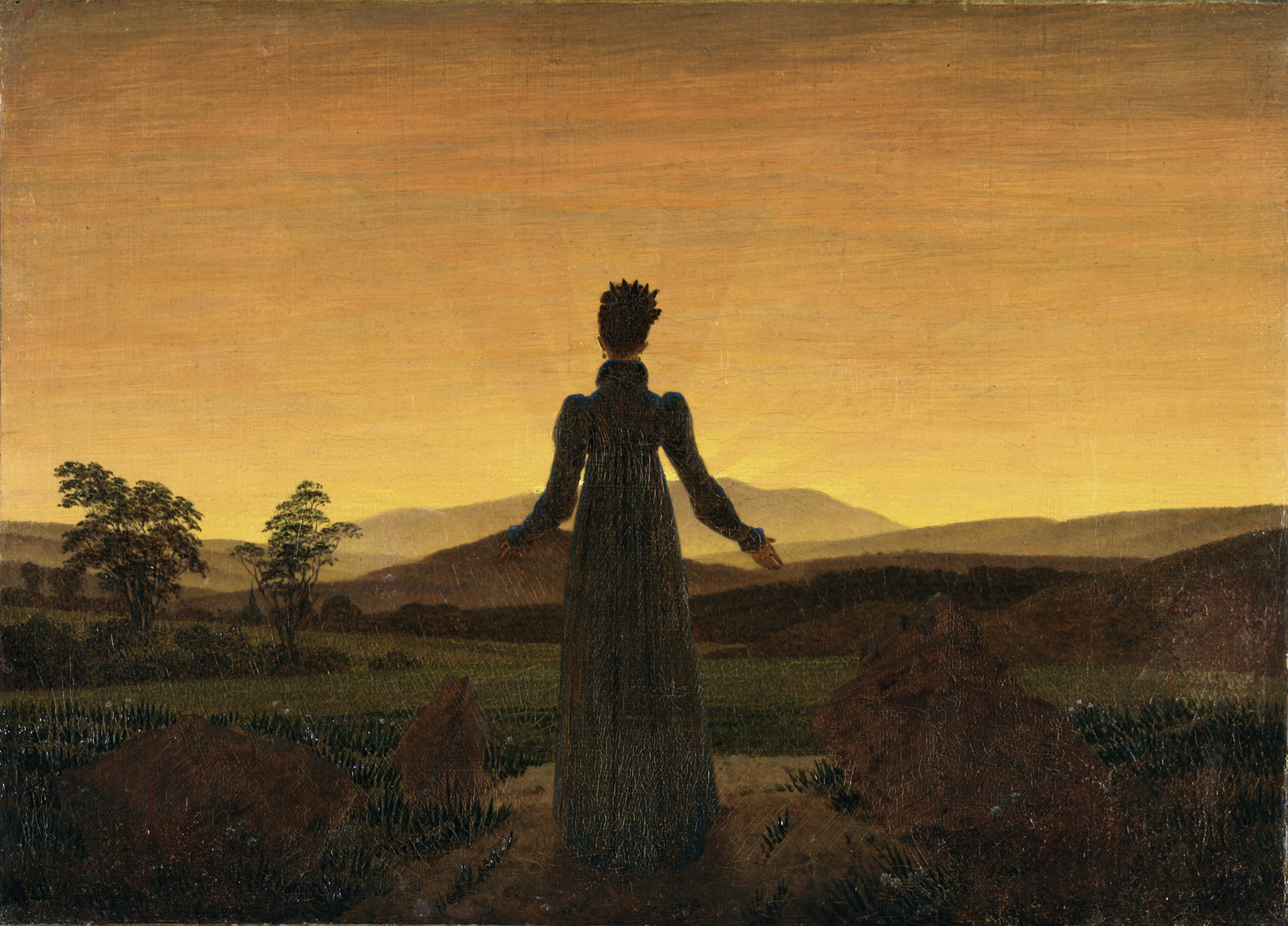
Caspar David Friedrich: Frau vor untergehender Sonne
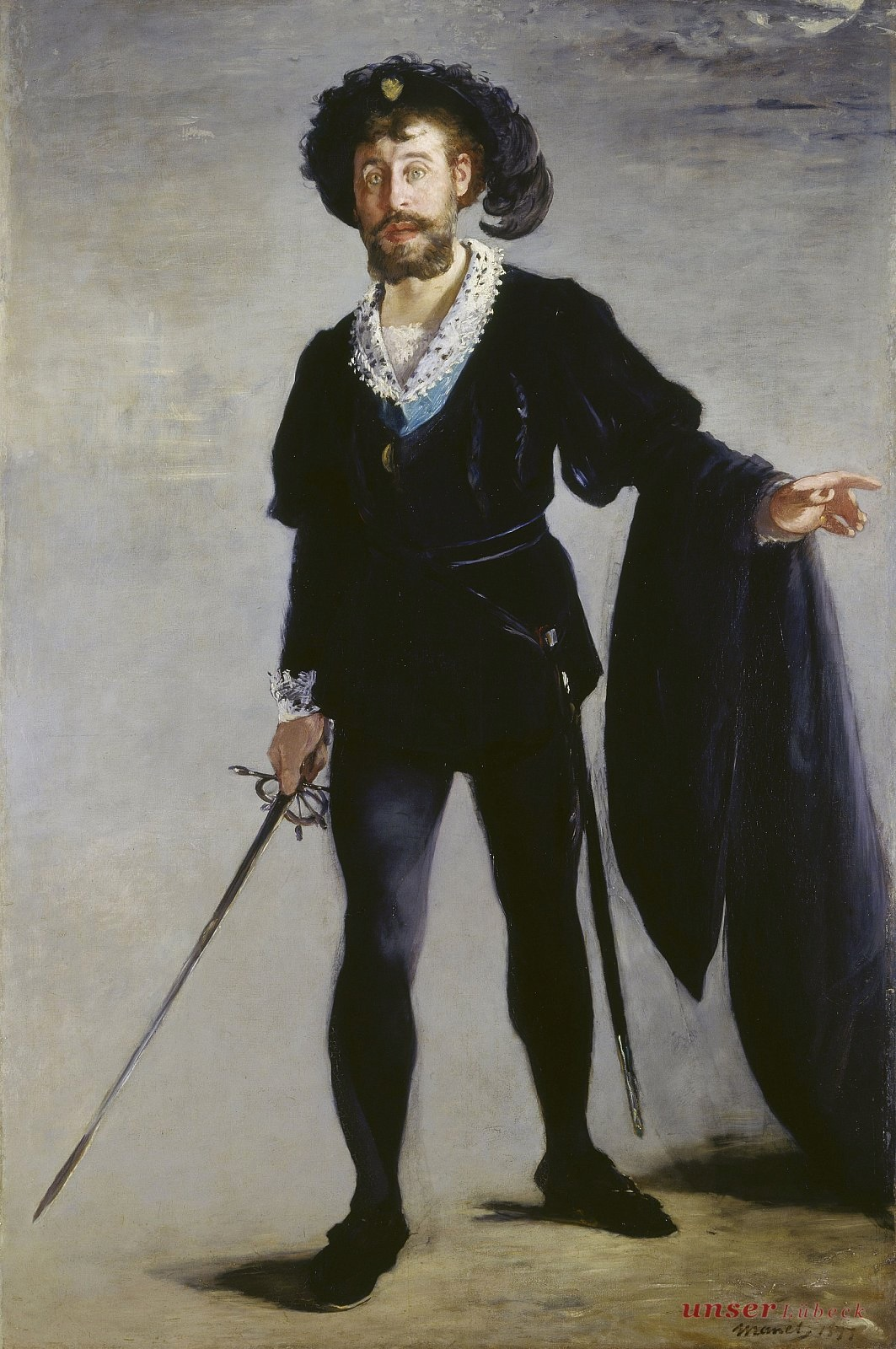
Edouard Manet: Faure als Hamlet
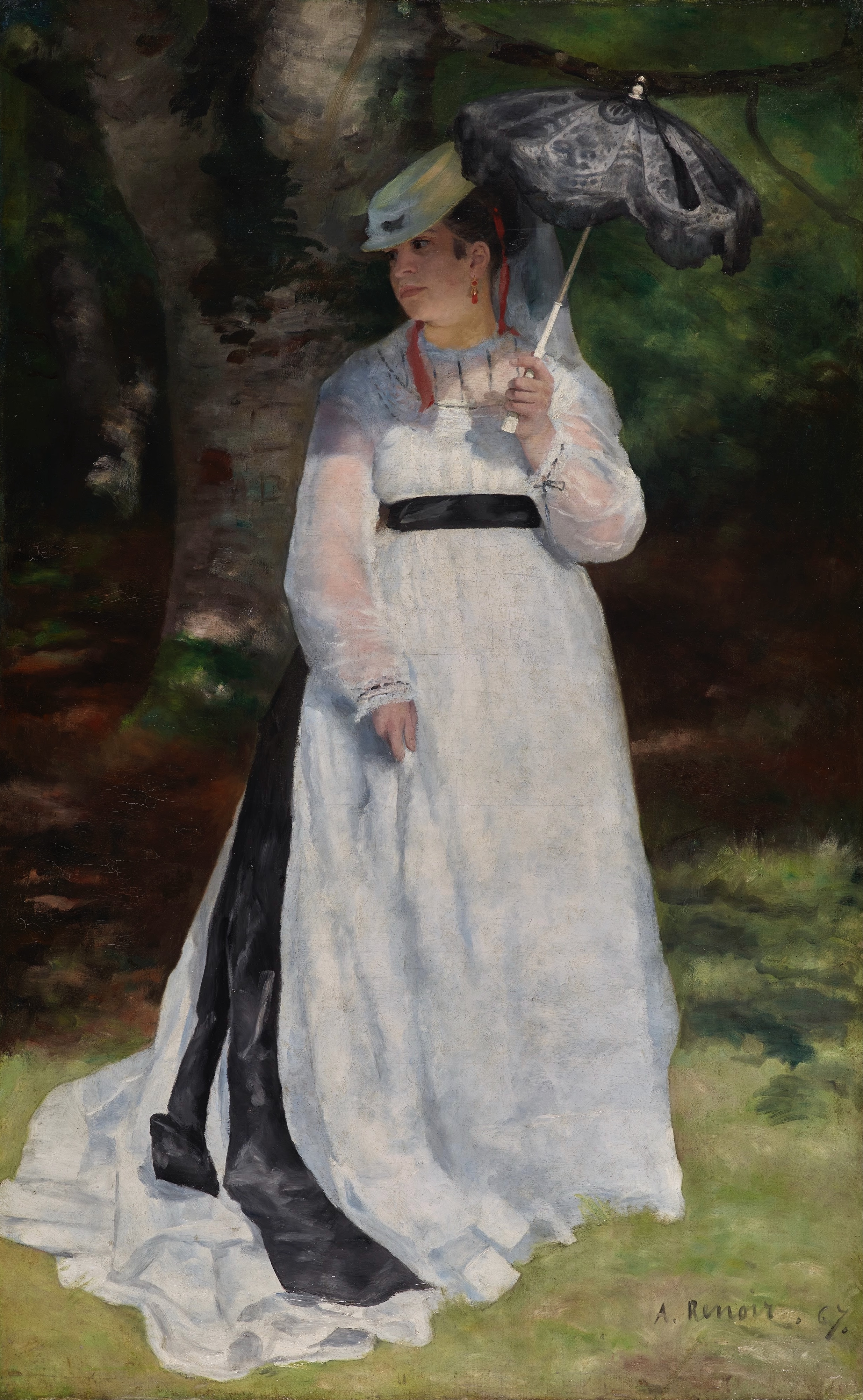
Pierre-Auguste Renoir: Lise mit Schirm
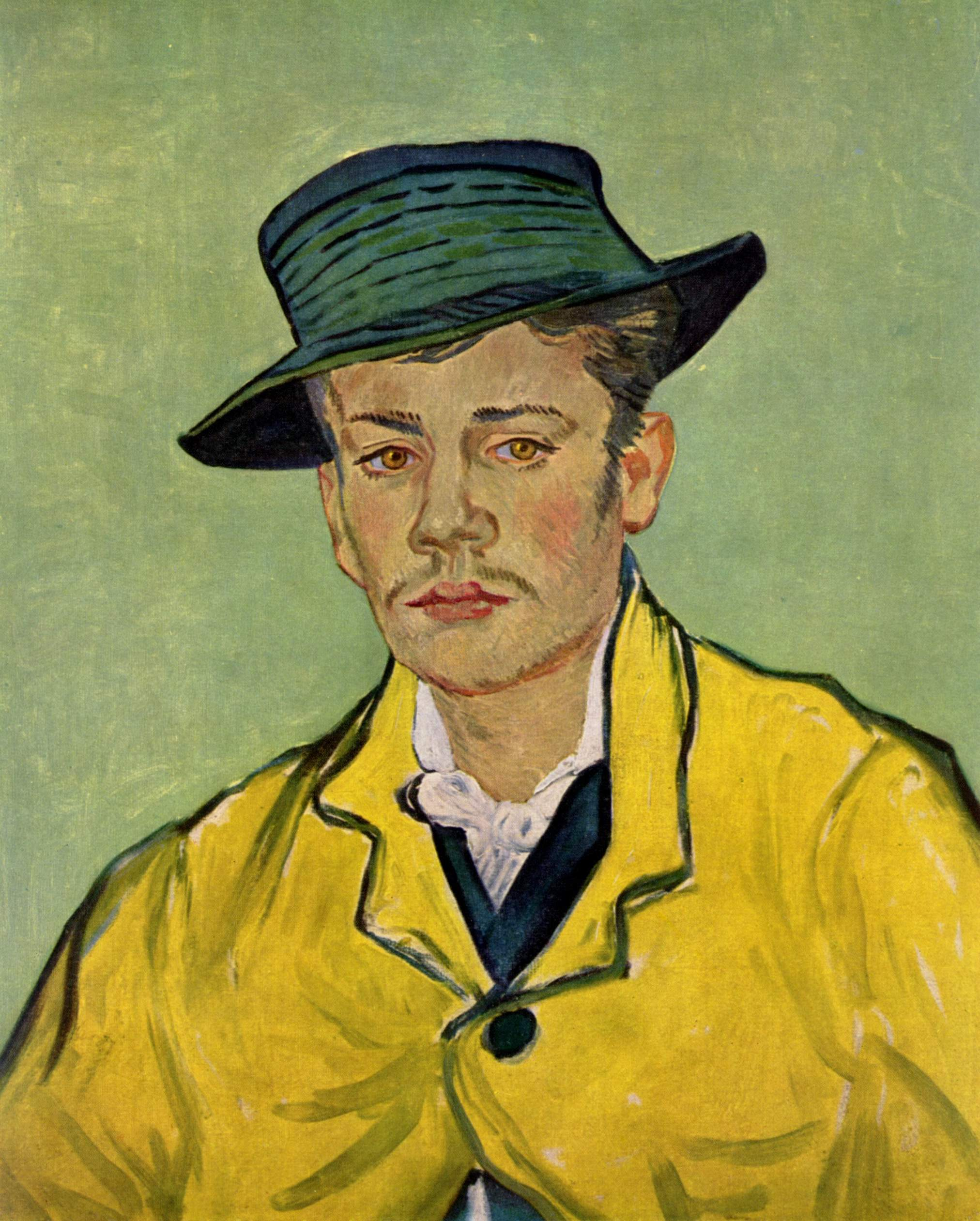
Vincent van Gogh: Porträt des Armand Roulin
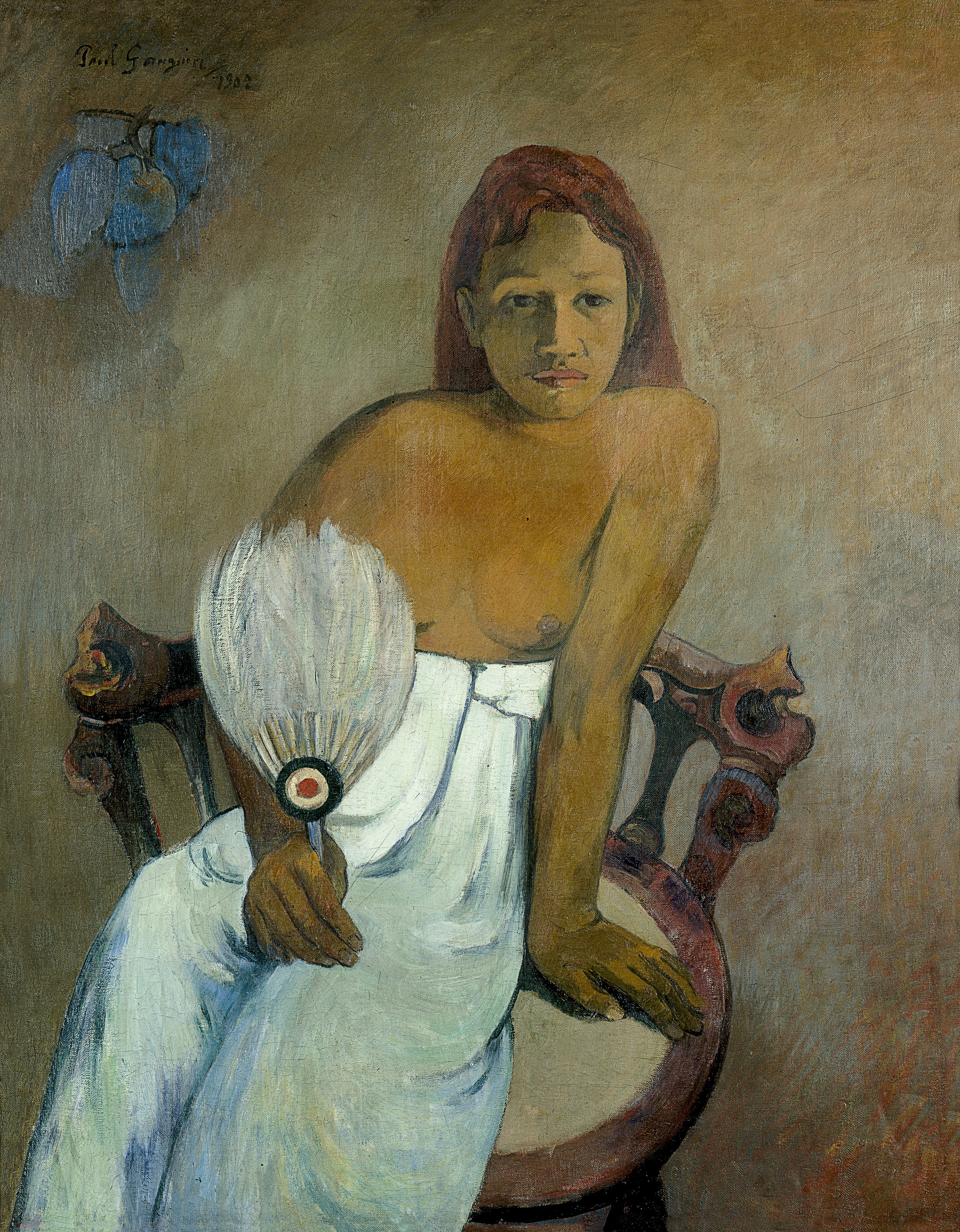
Paul Gauguin: Junges Mädchen mit Fächer
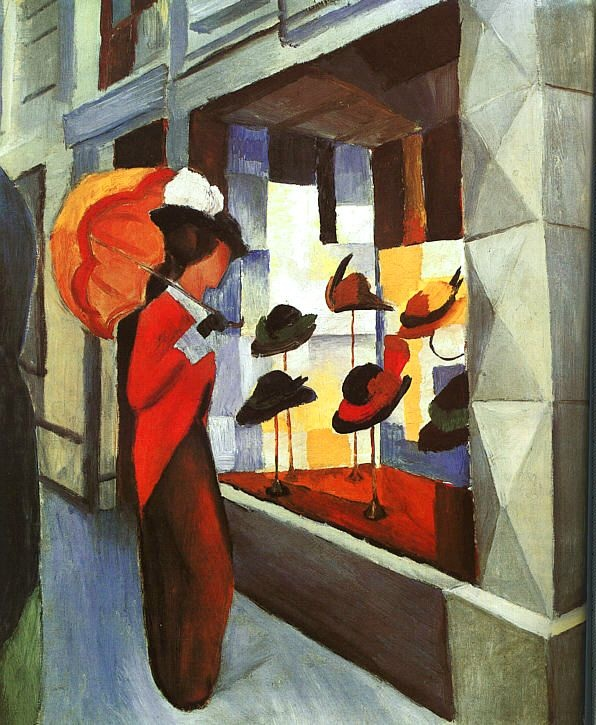
August Macke: Hutladen
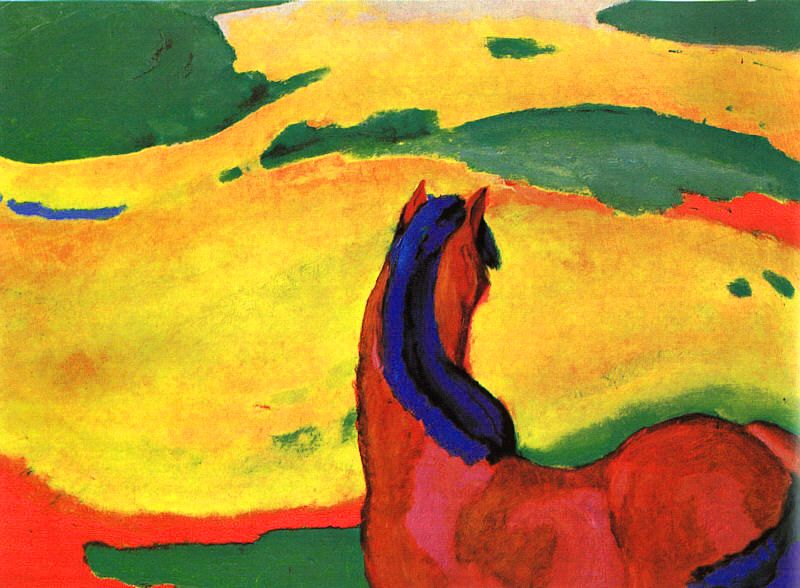
Franz Marc: Pferd in der Landschaft
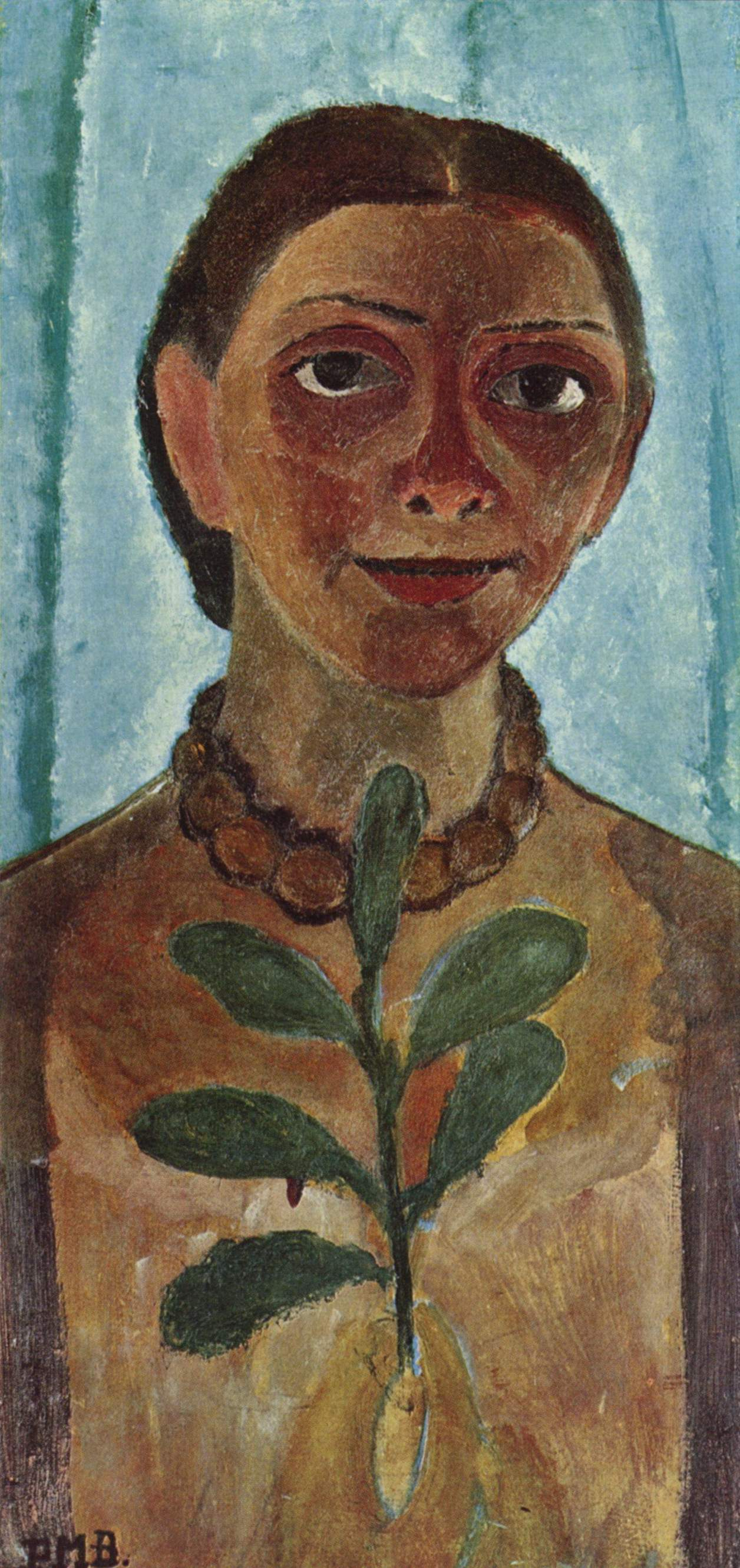
Paula Modersohn-Becker: Die Malerin mit Kamelienzweig